# 思い出の復刻版
「思い出の復刻版」（おもいでのふっこくばん）とは、ユニバーサル・ピクチャーズとパラマウント・ピクチャーズによるビデオソフトのシリーズ。

## 商品内容
ユニバーサル・ピクチャーズとパラマウント・ピクチャーズの作品に作られた映画番組用の吹替を収録し販売するシリーズ。同趣旨のブランドとして、20世紀FOXの『吹替の帝王』、ワーナー・ブラザースの『吹替の力』、コロンビア ピクチャーズの『吹替洋画劇場』などが存在する。
本シリーズでは2008年12月に発売されたDVDと、2015年3月以降に発売されるブルーレイでは仕様が異なり、DVDでは通常の本編ディスク（既存のセルDVDと同内容）と、テレビ放送版を収録したディスクのDVDによる2枚組。DVDのテレビ放送版の映像は放送当時の物がそのまま収録されており、キャストやスタッフを表示するテロップも残っているが、放送時にカットされていた部分もカットとなっている。ブルーレイでは本編ディスクに吹替音声を収録しているが、放送当時カットされた場面は原語音声と字幕で対応する。『トップガン』（テレビ東京版）では当シリーズで初めてカット部分の吹替の追加収録が行われた。
パッケージデザインのジャケットは、日本公開当時の告知ポスターが使われている。ブルーレイのタイトルには近代映画社の協力により制作された映画誌『スクリーン』を模したブックレットが同梱。それぞれの作品の公開当時の記事や作品データが掲載されている。また『ジョーズ』ほか2017年発売の5タイトルにのみ特典として手書き風フォントの日本語字幕が収録されている。
『吹替の帝王』と比べ吹替が複数種ある作品は全バージョンは収録されない傾向にある。また『ハード・ウェイ』、『トップガン』、『ゲーム』は諸事情により従来のDVDなどに収録されていたソフト版が収録されていない。
2017年9月21日発売の『アンタッチャブル 30周年記念ブルーレイTV吹替初収録特別版』は『思い出の復刻版』シリーズにはカウントされていないが新たにテレビ版吹替を収録しており、パッケージデザインも当シリーズのものを踏襲している。

## ラインナップ

### DVD
| 発売日         | 作品名                               | 収録吹替                                                                           | 備考       |
| -------------- | ------------------------------------ | ---------------------------------------------------------------------------------- | ---------- |
| 2008年12月19日 | アメリカン・グラフィティ             | TBS短縮版（特典ディスク）                                                          |            |
| 2008年12月19日 | 激突!                                | ソフト版（通常ディスク） テレビ朝日版（特典ディスク）                              |            |
| 2008年12月19日 | ストリート・オブ・ファイヤー         | フジテレビ版（特典ディスク）                                                       |            |
| 2008年12月19日 | 大空港                               | 日本テレビ1994年放送版（特典ディスク）                                             |            |
| 2008年12月19日 | 大地震                               | TBS短縮版（特典ディスク）                                                          |            |
| 2008年12月19日 | バック・トゥ・ザ・フューチャー       | ソフト版（通常ディスク） テレビ朝日版（特典ディスク）                              | [ 注釈 1 ] |
| 2008年12月19日 | バック・トゥ・ザ・フューチャー PART2 | ソフト版（通常ディスク） テレビ朝日版（特典ディスク）                              | [ 注釈 1 ] |
| 2008年12月19日 | バック・トゥ・ザ・フューチャー PART3 | ソフト版（通常ディスク） テレビ朝日版（特典ディスク） 日本テレビ版（特典ディスク） | [ 注釈 1 ] |
| 2008年12月19日 | フィールド・オブ・ドリームス         | DVD版（通常ディスク） 日本テレビ版（特典ディスク）                                 |            |
| 2008年12月19日 | 遊星からの物体X                      | フジテレビ短縮版（特典ディスク）                                                   |            |

### ブルーレイ
| 発売日         | 作品名                       | 収録吹替（主演声優） | 備考       |
| -------------- | ---------------------------- | --- | ---------- |
| 2015年3月4日   | 死霊のはらわたII             | テレビ東京版（大塚芳忠） |            |
| 2015年3月4日   | セルピコ                     | テレビ朝日版（野沢那智） |            |
| 2015年3月4日   | 卒業                         | TBS版（高岡健二） |            |
| 2015年3月4日   | ディア・ハンター             | フジテレビ版（山本圭） |            |
| 2015年6月24日  | アイガー・サンクション       | フジテレビ版（山田康雄） |            |
| 2015年6月24日  | 恐怖のメロディ               | 日本テレビ版（山田康雄） |            |
| 2015年6月24日  | マンハッタン無宿             | 日本テレビ版（山田康雄） |            |
| 2015年10月8日  | サイレント・ランニング       | テレビ朝日版（中田浩二） |            |
| 2015年10月8日  | ヘルファイター               | フジテレビ版（小林昭二） |            |
| 2015年10月21日 | 摩天楼はバラ色に             | フジテレビ版（宮川一朗太） |            |
| 2015年10月21日 | スパルタカス                 | ソフト版（てらそままさき） フジテレビ版（宮部昭夫）                                                                                         |            |
| 2015年10月21日 | ハード・ウェイ               | フジテレビ版（宮川一朗太） |            |
| 2015年12月18日 | さらば友よ                   | フジテレビ版（野沢那智） | [ 注釈 2 ] |
| 2015年12月18日 | エマニエル夫人               | テレビ朝日版（山口いづみ） |            |
| 2016年8月3日   | ニューヨーク東8番街の奇跡    | ソフト版（新村礼子） フジテレビ版（阿部寿美子）                                                                                             |            |
| 2017年11月8日  | ジョーズ                     | ソフト版（谷口節） 日本テレビ版（滝田裕介）                                                                                                 |            |
| 2017年11月8日  | ブルース・ブラザース         | ソフト版（高木渉） フジテレビ版（せんだみつお）                                                                                             |            |
| 2017年11月8日  | アメリカン・グラフィティ     | ソフト版（堀内賢雄） TBS版（野島昭生） |            |
| 2017年11月8日  | 遊星からの物体X              | フジテレビ版（津嘉山正種） |            |
| 2017年11月8日  | 激突!                        | ソフト版（原康義） テレビ朝日版（穂積隆信）                                                                                                 |            |
| 2018年10月11日 | ヒンデンブルグ               | TBS版（小林修） 日本テレビ版（内田稔） |            |
| 2018年10月11日 | スティング                   | ソフト版（小川真司） 日本テレビ版（川合伸旺） テレビ朝日版（津嘉山正種）                                                                    |            |
| 2018年10月11日 | ミッドナイト・ラン           | ソフト版（樋浦勉、玄田哲章） テレビ朝日版+ムービープラス追録版（池田勝、羽佐間道夫）                                                        |            |
| 2018年10月11日 | アニマル・ハウス             | ソフト版（矢崎文也） テレビ朝日版（佐藤B作）                                                                                                |            |
| 2018年10月11日 | スラップ・ショット           | ソフト版（菅生隆之） テレビ朝日版（羽佐間道夫）                                                                                             |            |
| 2019年11月7日  | バトルランナー               | ソフト版（玄田哲章、沢海陽子） フジテレビ版（大塚明夫、土井美加） テレビ朝日版（玄田哲章、幸田直子） オンデマンド配信版（玄田哲章、朴璐美） |            |
| 2019年11月20日 | ジャッカルの日               | 日本テレビ版（山本圭） テレビ朝日版（前田昌明） テレビ東京版（野沢那智）                                                                    |            |
| 2019年11月20日 | 初体験/リッジモント・ハイ    | フジテレビ版（潘恵子） |            |
| 2020年6月24日  | トップガン                   | フジテレビ版（渡辺裕之） テレビ東京版+追加録音（森川智之）                                                                                  |            |
| 2020年12月2日  | ゲーム                       | テレビ朝日版（小川真司、堀内賢雄） |            |
| 2020年12月2日  | 北海ハイジャック             | フジテレビ版（若山弦蔵） テレビ朝日版（広川太一郎）                                                                                         |            |
| 2021年11月10日 | デイライト                   | ソフト版（玄田哲章） テレビ朝日版（佐々木功）                                                                                               |            |
| 2021年11月10日 | ハード・ターゲット           | ソフト版（大塚明夫、坂口芳貞） フジテレビ版（大塚明夫、堀勝之祐）                                                                           |            |
| 2021年11月10日 | サドン・デス                 | ソフト版（大塚明夫） テレビ朝日版（山寺宏一）                                                                                               |            |
| 2021年11月10日 | 7月4日に生まれて             | DVD版（森川智之） テレビ朝日版（山寺宏一）                                                                                                  |            |
| 2021年11月10日 | マッカーサー                 | ソフト版（佐々木勝彦） TBS版（城達也） |            |
| 2021年11月10日 | トランザム7000               | フジテレビ版（石田太郎） |            |
| 2021年11月10日 | 大空港                       | 日本テレビ旧版（小林昭二） 日本テレビ新版（石森達幸）                                                                                       |            |
| 2021年11月10日 | エアポート'80                | テレビ朝日版（野沢那智） |            |
| 2021年11月10日 | アンドロメダ…                | ソフト版（堀勝之祐） テレビ朝日版（家弓家正）                                                                                               |            |
| 2022年2月18日  | オリエント急行殺人事件       | テレビ朝日版+DVD吹替追録版（田中明夫（塾一久））                                                                                            |            |
| 2022年11月2日  | プライベイト・スクール       | フジテレビ版（堀江美都子） | [ 注釈 3 ] |
| 2024年4月5日   | アイランド                   | テレビ朝日版（羽佐間道夫） |            |
| 2024年4月5日   | 華麗なるヒコーキ野郎         | TBS版（広川太一郎） |            |
| 2024年4月5日   | ピンク・パンサー2            | ソフト版（羽佐間道夫、小川真司） 日本テレビ版（羽佐間道夫、小林勝彦）                                                                       |            |
| 2024年6月5日   | シノーラ                     | 日本テレビ版（山田康雄） |            |
| 2024年6月5日   | 狼男アメリカン               | 日本テレビ版（田中秀幸） |            |
| 2024年6月5日   | フィールド・オブ・ドリームス | DVD版（津嘉山正種、小宮和枝） 日本テレビ版（津嘉山正種、松金よね子）                                                                        |            |